# Philibert Smellinckx
Philibert Smellinckx est un footballeur belge né le 17 janvier 1911 à Saint-Gilles, Bruxelles (Belgique) et mort le 8 avril 1977.

## Biographie
Arrière central de l'Union Saint-Gilloise, dans l'équipe mythique de l'Union 60 qui est restée invaincue en Championnat pendant 60 matches, entre le 9 janvier 1933 (Union-Lierse SK, 2-2) et le 10 février 1935 (Daring Bruxelles-Union 2-0). De cette manière, il a été trois fois de suite Champion de Belgique, de 1933 à 1935.
Il a fait parallèlement carrière en équipe de Belgique de 1933 à 1938 en jouant 19 matches avec les Diables Rouges, dont un match de Coupe du monde 1934 en Italie.

## Palmarès
- International belge de 1933 à 1938 (19 sélections)
- Participation à la Coupe du monde 1934 en Italie (1 match)
- Présélection à la Coupe du monde 1938 en France (ne joue pas)
- Champion de Belgique en 1933, 1934 et 1935 avec la Royale Union Saint-Gilloise
- 307 matches et 7 buts en Division 1